# Euprosopia anostigma
Euprosopia anostigma är en tvåvingeart som beskrevs av Mcalpine 1973. Euprosopia anostigma ingår i släktet Euprosopia och familjen bredmunsflugor. Inga underarter finns listade i Catalogue of Life.